# Campionati asiatici di badminton 1985
I Campionati asiatici di badminton 1985 si sono svolti a Kuala Lumpur, in Malaysia. È stata la 7ª edizione del torneo, organizzato dalla Badminton Asia.

## Podi
| Evento                  | Oro                        | Argento                        | Bronzo                  |
| Singolare maschile      | Zhao Jianhua               | Yang Yang                      | Misbun Sidek            |
| Singolare femminile     | Zheng Yuli                 | Qian Ping                      | Shi Wen                 |
| Doppio maschile         | Park Joo-bong Kim Moon-soo | Razif Sidek Jalani Sidek       | Zhou Jincan Zhang Qiang |
| Doppio femminile        | Kim Yun-ja Yoo Sang-hee    | Hwang Hye-young Chung So-young | Zheng Yuli Qian Ping    |
| Gara a squadre maschile | Cina                       | Malaysia                       | Indonesia               |